# 312 f.Kr.

## Händelser

### Efter plats

#### Seleukiderriket
- Ptolemaios och satrapen Seleukos av Babylonien, invaderar satrapdömet Syrien. Det därpå följande slaget vid Gaza blir en triumf för Ptolemaios och Seleukos över Antigonos son Demetrios Poliorketes ("stadsbelägraren"), som infångas, men släpps omedelbart. Seleukos avslutar sin tjänst hos Ptolemaios och återvänder till sin förra provins, Babylonien. Detta inträffar 1 oktober och räknas som utgångspunkt för den seleukidiska eran.

#### Sicilien
- Syrakusas invånare ber karthagerna om hjälp mot sin tyrann Agathokles. Då karthagerna fruktar för sina egna besittningar på Sicilien skickar de en stor styrka till ön.

#### Romerska republiken
- Den romerske censorn Appius Claudius Caecus, som är patricier, tillträder sin tjänst och låter börja bygga den appiska vägen (Via Appia) mellan Rom och Capua. Han inleder också ett politiskt reformprogram, vilket går ut på att fördela och placera ut landlösa romerska medborgare bland de romerska stammarna, som vid denna tid är de grundläggande politiska enheterna. Appius ger också tillåtelse till söner till befriade slavar att ta plats i den romerska senaten. Dessutom bekräftar han befriade slavars rättigheter att beträda tjänster.
- Rom får sitt första rena dricksvatten, när ingenjörer konstruerar och låter bygga den första akvedukten till staden, Aqua Appia.